# 月光櫻蛤
月光櫻蛤（学名：Tellinella staurella）为櫻蛤科櫻蛤屬下的一个种。

## 扩展阅读
- 維基物種上的相關：月光櫻蛤